# Prezidentská medaile
Prezidentská medaile (hebrejsky עיטור נשיא מדינת ישראל‎, Itur nesi medinat Jisra'el) (také Prezidentská medaile Za zásluhy) je nejvyšší civilní vyznamenání udělované prezidentem Státu Izrael.

## Historie
Prezidentskou medaili poprvé předal 1. března 2012 v Bejt ha-Nasi tehdejší izraelský prezident Šimon Peres. Byla udělena pěti lidem a jedné organizaci, „kteří svým talentem, službami nebo jakoukoli jinou formou mimořádně přispěli Státu Izrael nebo lidstvu“.
Prezidentskou medaili, která vychází z francouzského Řádu čestné legie, navrhl Josi Matitjahu.

## Nositelé
- Henry Kissinger, 2012[4]
- Judy Feld Carr, 2012[4]
- Rashi Foundation, 2012[4]
- Rabín Adin Even Jisra'el, 2012[4]
- Zubin Mehta, 2012[4]
- Uri Slonim, 2012[4]
- Barack Obama, 2013[3]
- Bill Clinton, 2013[5]
- Avigdor Kahalani, 2013[6][7]
- Elie Wiesel, 2013[6]
- Rabín Avraham Elimelech Pirer, 2013[6][7]
- Cvi Tavor, 2013[6][7]
- Avi Na'or, 2013[6][7]
- udělena, ovšem údaje nositele nebyly zveřejněny, 2013[6]
- Steven Spielberg, 2013
- Rabín Jicchak David Grossman, 2013[7]
- Avner Šalev, 2013[7]
- Lia van Leerová, 2013[7]
- Jack Mahfar, 2013[7]
- Angela Merkelová, 2014[8]
- Giorgio Napolitano, 2014[9]
- Rabín Jisra'el Me'ir Lau, 2014[10]
- Re'uven Feuerstein, 2014[10]
- Stef Wertheimer, 2014[10]
- Rut Dajan, 2014[10]
- Kamál Mansúr, 2014[10]
- Miloš Zeman, 2022[11][12]
- Joe Biden, 2022[13][14]